# 송호유집
송호유집(松壕遺集)은 울산광역시 남구, 울산박물관에 소유하고 있는 조선시대의 책이다. 2017년 1월 19일 울산광역시의 유형문화재 제37호로 지정되었다.

## 개요
『송호유집』은 류정(柳汀, 1537~1597)의 시문(138제 168수), 일기(1590.3.20 ~ 1597.9.22. 7년 6개월)가 수록되어 있다.
시문은 울산･경주 인근 사찰과 산행유람 등의 내용을 담고 있으며, 일기는 임진왜란 중 울산과 경주 중심의 의병활동을, 조카(류춘백)와 손자(류태영)가 1636년 12월 29일까지 기록한 일기도 함께 수록되어 있다.

## 현지 안내문
『송호유집』은 개인의 시문은 물론 임진왜란 당시 울산･경주 중심의 의병장들의 이름과 기록 등이 잘 남아 있고, 의병활동과 사상체계, 의병간의 왕래사항 등을 알 수 있어 당시 역사･문화를 재조명 할 수 있는 귀중한 기록으로 울산광역시 유형문화재로 지정･보존할 필요가 있다.
울산광역시 유형문화재로 지정됨에 따라 현재 한국국학진흥원에 수탁 중인 문화재를 울산 관내 보관처(울산박물관 등)로 이전하여야 한다.

## 참고 자료
- 송호유집 - 국가유산청 국가유산포털